# 라부요고추
라부요고추(타갈로그어: siling labuyo 실링 라부요)는 필리핀에서 생산되는 재배종 고추이다. 태국이나 베트남 등에서 재배되는 새눈고추와 달리 나무고추의 재배품종이다.

## 이름
타갈로그어로 "실링(siling)"은 "고추"를 일컫는 말이며, "라부요(labuyo)"는 "야생"을 뜻한다.

## 특징
스코빌 지수가 80,000~100,000(SHU) 정도로, 아주 매운 고추이다.

## 같이 보기
- 하바고추